# Neghiri Eufémia korikoszi úrnő
Neghiri Eufémia (1325. május 7. – Jeruzsálem, 1381 után), örményül: Ֆիմիկ Հեթումյան, franciául: Euphémie de Neghir, születése jogán Neghir úrnője és bátyja, III. Konstantin örmény király trónra jutásával elnyerte az örmény királyi hercegnői címet, valamint mindkét házassága révén Korikosz úrnője lett. III. Hugó ciprusi király dédunokája. A Szaven-Pahlavuni-dinasztia neghiri ágának a tagja.

## Élete
Eufémia az örmény királyi ház, a Szaven-Pahlavuni-dinasztia neghiri ágából származott.
Apja Baldvin, Neghir ura, Örményország marsallja és bírája, Konstantinnak, Neghir urának, I. Hetum örmény király legkisebb öccsének és Lusignan Izabella ciprusi királyi hercegnőnek, III. Hugó ciprusi király és Ibelin Izabella lányának az elsőszülött fia.
Édesanyja Mária barbaroni úrnő, Leó barbaroni úrnak, Örményország hadsereg-főparancsnokának, I. Hetum örmény király unokaöccsének a lánya.

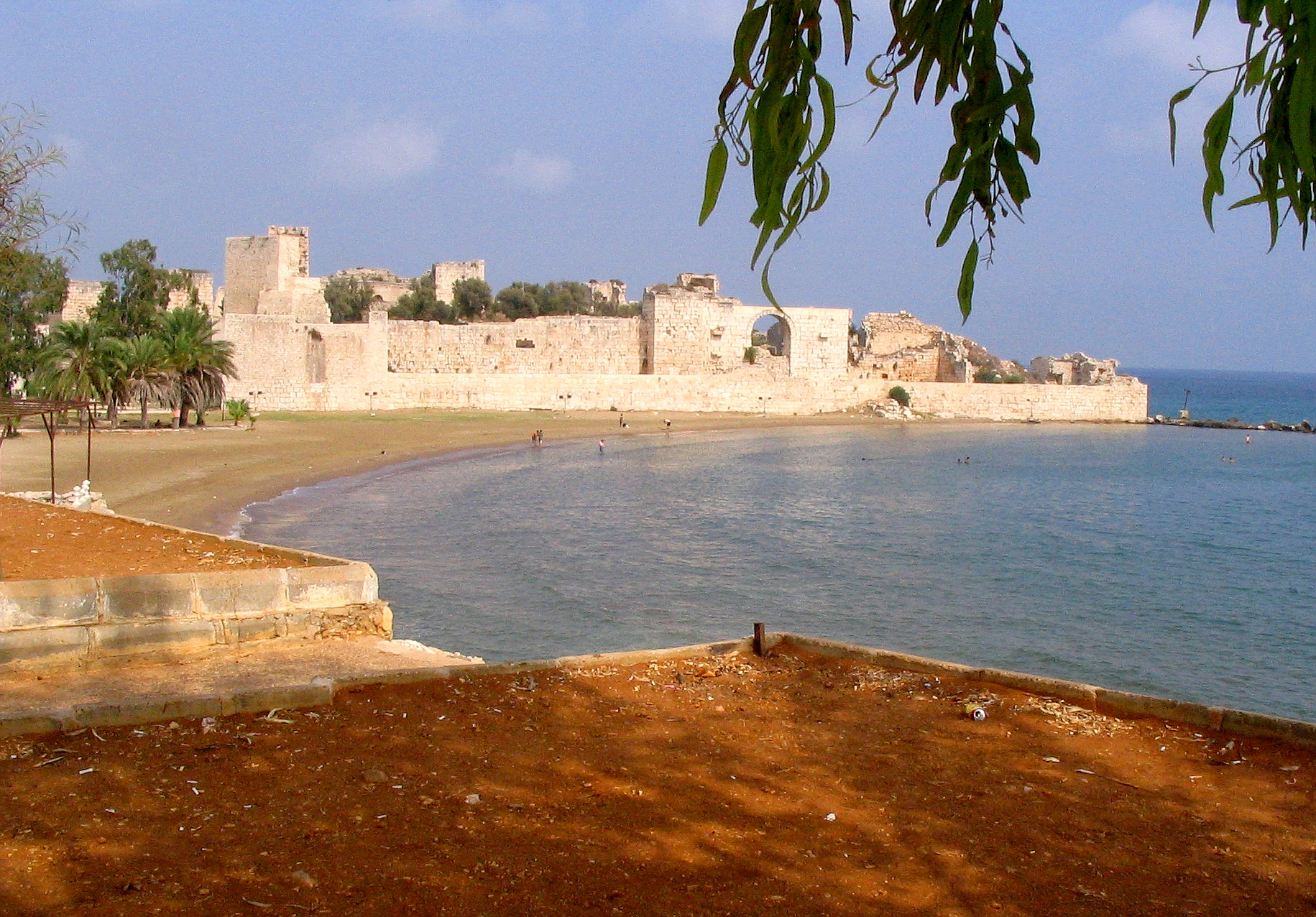
Korikosz erődje

Eufémia 1340-ben feleségül ment Lusignan Bohemond ciprusi királyi herceghez, Korikosz urához. A pápai diszpenzációt 1340. október 8.-án állították ki, ami a házasfelek közeli rokonsága miatt volt szükséges. Eufémia ugyanis másodfokú unokatestvére volt a férje édesanyjának, Izabella (1276/77–1323) örmény királyi hercegnőnek, II. Leó (1236–1289) örmény király lányának, aki a Szaven-Pahlavuni-dinasztia hetumida királyi ágából származott. Az egy generációnyi eltérés abból fakadt, hogy Eufémia apai nagyapja, Konstantin, Neghir ura és Izabella apai nagyapja, I. Hetum örmény király apjuk, Barbaroni Konstantin örményországi régens más-más házasságából származtak, és Eufémia nagyapja volt a legkisebb gyermek és 35 évvel volt fiatalabb I. Hetumnál.
Eufémia férje, Bohemond a francia eredetű Lusignan(-Poitiers)-család Cipruson uralkodó dinasztiájának örmény ágából származott. Eufémia apósa Türoszi Amalrik (1270/72–1310) ciprusi királyi herceg, Türosz ura, Ciprus kormányzója, aki Eufémia apai nagyanyjának, Lusignan Izabella ciprusi királyi hercegnőnek volt a bátyja..
Bohemond 1326-iban visszatért Örményországba. 1336. április 17-én az elsőfokú unokatestvére, IV. Leó örmény király (1308/09–1341), kinevezte őt Korikosz urává.

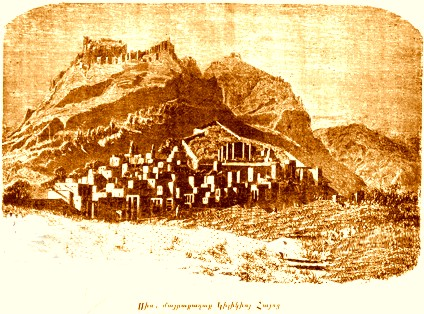
Az örmény főváros, Szisz (Kozan) romjai

Mivel Aragóniai Konstancia örmény királyné meddőnek bizonyult, IV. Leó örmény király 1341. augusztus 28-án történt meggyilkolása után az örmény királyi dinasztia, a Szaven-Pahlavuni-ház hetumida vonala férfiágon kihalt. Ezért a női ágat hívták meg az örmény trónra Bohemond középső bátyjának, Lusignan Guidónak a személyében, hiszen ekkor már ő volt a legidősebb élő fiú. Lusignan Guido 1342 októberében érkezett meg Örményországba, és II. Konstantin néven koronázták örmény királlyá. Bátyja számos politikai feladattal bízta meg Bohemondot, így őt küldte Avignonba a pápához, VI. Kelemenhez az egyházi unió kérdésében, ami végül végzetesnek bizonyult az első Lusignan-házi örmény uralkodó számára. II. Konstantint és Bohemondot egyszerre gyilkolták meg testőreikkel együtt 1344. november 17-én Adanában. Eufémia 19 évesen özvegyen maradt. A házasságukból gyermek nem született.
II. (Lusignan) Konstantin kiskorú gyermekei Konstantinápolyban tartózkodtak, unokaöccsei, többek között a későbbi V. Leó, pedig még szintén kiskorúak voltak, és a puccsisták fogságába kerültek. Ekkor az örmény királyi ház, a Szaven-Pahlavuni-dinasztia nem királyi ágából, a neghiri ágból választottak új királyt Eufémia bátyjának, Konstantinnak a személyében, aki III. Konstantin' néven lépett trónra.

Az örmény állam Kilikiában (1199–1375): Kis-Örményország legnagyobb kiterjedése I. Leó uralkodása idején, de V. Leó uralma már csak a fővárosra, Sziszre és közvetlen környezetére terjedt ki

III. Konstantin örmény király 1362. december 21-én vagy 1363. január 3-án hunyt el, és halálát majdnem 3 éves interregnum követte, miközben özvegye, Eufémia sógornője, Korikoszi Mária királyné uralkodott régensként, aki elődjének, II. Konstantinnak az unokaöccsét, Lusignan Leó trónutódlását támogatta, de végül 1365-ben III. Konstantinnak és Eufémiának az elsőfokú unokatestvére, ifjabb Neghiri Konstantin foglalta el a trónt IV. Konstantin néven.
Eufémia a férje természetes fiával, Bertalannal jó viszonyt ápolt, már csak a rokoni kapcsolat miatt is. Bertalan IV. Konstantin meggyilkolása (1373) után V. Leó trónra léptéig 1374-ben Korikoszi Mária örmény királynéval és Vaszil báróval, Torosz fiával együtt a régensi tisztséget vitte.
Mostohafia, Bertalan 1374 után halt meg, illetve tűnt el a krónikákból.
Eufémia hercegnő V. Leó koronázásának napján feleségül ment Sohier Doulçart-hoz (Soherius de Sarto v. Sohier du Sart) (–1385 után), V. Leó expedíciós csapatának a vezetőjéhez, akit ezen a napon a király Korikosz urává nevezett ki.Eufémia a második házasságkötésekor már 49 éves volt, és a házasságuk gyermektelen maradt.
Az egyiptomi sereg 1375. január 15-én megostromolta az örmény fővárost, Sziszt. Április 13-án végül a túlerőnek megadta magát, és április 15-én az egyiptomiak elfoglalták a várost. Leó királyt és családját Kairóba szállították. Szisz elfoglalásával hosszú időre megszűnt az önálló örmény állami lét, egészen a XX. századig, de Nagy-Örményország területének csak a kaukázusi részén alakult újjá az örmény állam.
Eufémia 1381 után Jeruzsálemben halt meg.